# FC Viktoria Leipzig
Der FC Viktoria Leipzig war ein deutscher Fußballclub aus Leipzig, der von 1903 bis 1945 existierte. Heimstätte war der Viktoria-Sportpark an der Wettin-Brücke. Die Anlage bot 15.000 Zuschauern Platz.

## Verein
Viktoria Leipzig wurde im Jahr 1903 gegründet, trat aber weder in der Meisterschaft des Neuen Leipziger Fußball-Verbandes noch im Verband Leipziger Ballspiel-Vereine erfolgreich in Erscheinung. Im Anschluss agierten die Sachsen in der Meisterschaft des Verbandes Mitteldeutscher Ballspiel-Vereine. In der Spielzeit 1927/28 durchbrach die Viktoria im Gau Nordwestsachsen/Groß-Leipzig kurzzeitig die Dominanz der großen Leipziger Clubs des VfB Leipzig, Fortuna Leipzig und der SpVgg 1899 Leipzig und gewann die nordwestsächsische Meisterschaft.
In der damit verbundenen Qualifikation zur Mitteldeutschen Meisterschaft setzte sich der FC Viktoria gegen den FC Salzwedel 09 und der SpVgg Zella-Mehlis 06 durch, scheiterte letztlich im Viertelfinale am klar favorisierten FC Wacker Halle. Bis 1945 spielte der Club keine überregionale Rolle im mitteldeutschen Fußball mehr. Für die Gauliga Sachsen konnte sich Viktoria nicht qualifizieren, in der zweitklassigen Fußball-Bezirksklasse Leipzig (ab 1940 1. Klasse Leipzig) war Viktoria fünf Spielzeiten vertreten. 1945 wurde der Verein aufgelöst.

## Statistik
- Meister Gau Nordwestsachsen/Groß-Leipzig: 1927/28
- Teilnahme Mitteldeutsche Meisterschaft: 1927/28 (VF)